# 窟胡郡
窟胡郡，中国南北朝时设置的郡。
北周置，治所在窟胡县（今山西省中阳县西北）。属石州，领一县。辖境相当今山西中阳县一带。隋朝开皇初年省。